# Ramón Solís Llorente
Ramón Solís Llorente, (Cadis, 1 de març de 1923 – Madrid, 25 de gener de 1978) fou un escriptor i novel·lista espanyol.
Inicia els seus estudis elementals en el Col·legi del Pilar de Madrid. Continua els seus estudis en el Col·legi San Felipe Neri de Cadis. En 1944 abandona els seus estudis de marí i inicia els de enginyer de forest, que, més tard, simultanieja amb els de Ciències Polítiques i Econòmiques. En 1949 acaba la carrera de ciències polítiques i econòmiques i és nomenat corresponsal a Madrid del setmanari La Voz del Sur.
Un any més tard publica la seva primera novel·la La bella sirena. En 1956 presenta la seva novel·la Los que no tienen paz al premi Planeta i queda finalista. Aquesta novel·la va ser portada al teatre pel seu paisà José María Pemán amb el títol Los monos gritan al amanecer.
Les seves qualitats d'historiador es revelen en El Cádiz de las Cortes que va obtenir el premi Fastenrath de la Reial Acadèmia Espanyola en 1960. És escollit membre de la Reial Acadèmia de la Història. En 1961 és regidor de l'Ajuntament de Cadis. A l'any següent torna a Madrid. Publica més novel·les, Ajena crece la hierba, Un siglo llama a la puerta, El canto de la gallina, El alijo, La eliminatoria, El dueño del miedo, i Mónica, corazón dormido, portada al cinema pel director José Antonio Nieves Conde amb el títol de Más allá del deseo. Publica també alguns assaigs, Coros y Chirigotas, La guerra de la Independencia Española. En 1968 és nomenat director de la revista La Estafeta Literaria i en 1970 obté el Premi Nacional de Literatura “Miguel de Cervantes”. Va ser secretari general de l'Ateneu de Madrid en 1962.
Autor de "Flamenco y literatura", per la Càtedra de Flamencologia de Jerez
Casat en 1953 amb Rosario Jiménez-Alfaro, van tenir quatre fills.

## Obres
- La bella sirena (1952).
- Un siglo llama a la puerta (1963).
- El canto de la gallina (1965).
- Mientras duerme la ciudad (1968).
- El mar y un soplo de viento (1969).
- La eliminatoria (1970).
- El dueño del miedo (1971).
- Los que no tienen paz.
- Ajena crece la hierba.
- Historia del periodismo gaditano.